# マレ・サウ
マレ・サウ（Male Sa'u、1987年10月13日 - ）は、ニュージーランドオークランド出身の日本のラグビーユニオン選手。

## プロフィール
- ポジションはウイング(WTB)、センター(CTB)、スタンドオフ(SO)。
- 身長 183cm、体重 97kg
- 日本代表キャップは27。（2016年6月現在）
- U20ニュージーランド代表に選ばれたことがある。
- ニックネームはマレ、メールマン。

## 来歴
タンガロア高校卒業後、20歳のときに、ヤマハ発動機ジュビロ(現・静岡ブルーレヴズ)に加入。ニュージーランド出身であるが、両親がサモア人であることから、当初はサモア代表入りが有力視され、同代表のスコッド（代表候補）入りも果たしていたが、日本でのプレー6年目にあたる2013年、日本代表に選出され、同年4月20日のアジア5カ国対抗における対フィリピン戦が初キャップ試合となった。
その後は日本不動のアウトサイドセンターとして、常時先発出場。2013年のウェールズ来日テストマッチ（リポビタンDチャレンジ）では2戦ともに出場し、対ウェールズ戦初勝利に貢献した。2014年にはスーパーラグビーのレベルズに加入。2015年、ラグビーワールドカップ2015の日本代表に選ばれる。2016年、ブルーズに加入。
2018年、トヨタ自動車ヴェルブリッツ(現・トヨタヴェルブリッツ)に加入。同年9月にはトップリーグリーグ戦100試合出場達成。